# 8 de la Llebre
8 de la Llebre (8 Leporis) és un estel a la constel·lació de la Llebre, de magnitud aparent +5'22. D'acord amb la nova reducció de les dades de paral·laxi del satèl·lit Hipparcos, s'hi troba a 505 parsecs o 1.646 anys llum del sistema solar. És membre de l'Associació estel·lar Orió c, igual que 55 d'Orió i V1046 d'Orió.
8 de la Llebre és una subgegant blanc-blavosa de tipus espectral B2IV. És un estel calent amb una temperatura superficial de 21.150 K i una lluminositat bolomètrica —que inclou una important quantitat d'energia radiada com a llum ultraviolada— 12.060 vegades major que la lluminositat solar. El seu radi és cinc vegades més gran que el del Sol i gira sobre si mateixa amb una velocitat de rotació projectada de 15 km/s. Les seves característiques són similars a les de Decrux (δ Crucis) o Lesath (υ Scorpii), però està molt més allunyada que aquestes.
8 de la Llebre presenta una metal·licitat inferior a la solar ([Fe/H] = -0,31). Posseeix una massa de 10'1 ± 0'5 masses solars i la seva edat es xifra en 21'7 milions d'anys. La seva massa just sobrepassa el límit per sobre del qual els estels finalitzen la seva vida fent explotar en forma de supernova.